# Carlyle Atkinson
Carlyle Atkinson (né le 4 décembre 1892 à Darwen et mort le 5 août 1968 à Napier (Nouvelle-Zélande)) est un nageur anglais qui a participé aux Jeux olympiques de 1912 à Stockholm avant de migrer définitivement en Nouvelle-Zélande.

## Biographie
Né dans le Lancashire, Carlyle Atkinson passe les premières années de sa vie en Nouvelle-Zélande. De retour en Angleterre, il remporte les qualifications olympiques sur le 200 mètres brasse.
Aux Jeux olympiques à Stockholm, il est engagé donc sur le 200 mètres brasse. Il réalise le 6e temps des séries (3 min 12 s) et se qualifie en demi-finale. Mais, avec 3 min 15 s 2 et seulement le 10e temps, il ne va pas en finale.
Il repart alors pour la Nouvelle-Zélande où il s'installe définitivement, comme agent d'assurance.
Pendant la Première Guerre mondiale, il sert dans les communications avec les Royal New Zealand Electrical and Mechanical Engineers principalement à Suez. Il est démobilisé pour des raisons de santé en 1917.